# Marsangis
Marsangis är en kommun i departementet Marne i regionen Grand Est (tidigare regionen Champagne-Ardenne) i nordöstra Frankrike. Kommunen ligger i kantonen Anglure som tillhör arrondissementet Épernay. År 2022 hade Marsangis 46 invånare.

## Befolkningsutveckling
Antalet invånare i kommunen Marsangis
| Referens: INSEE |